# ماكسيمليان الثالث، ناخب بافاريا
ماكسيمليان الثالث، ناخب بافاريا (بالألمانية: Maximilian III. Joseph)‏ (و. 1727 – 1777 م) هو ملحن من ألمانيا. ولد في ميونخ.
توفي في ميونخ، عن عمر يناهز 50 عاماً. بسبب جدري.

## مناصب
تولى منصب أمير ناخب.

## جوائز
حصل على جوائز منها:
- فارس ترتيب الصوف الذهبي.